# 尚特科克
尚特科克（法語：Chantecoq，法語發音：[ʃɑ̃tkɔk] 或 [ʃɑ̃tko]）是法国卢瓦雷省的一个市镇，位于该省东北部，属于蒙塔日区。

## 地理
尚特科克（48°3'8"N, 2°57'24"E）面积15.93 平方千米，位于法国中央-卢瓦尔河谷大区卢瓦雷省，该省份为法国中北部省份，北起埃松省，西北接厄尔-卢瓦省，西南接卢瓦-谢尔省，南至涅夫勒省和谢尔省，东临约讷省，东北接塞纳-马恩省。
与尚特科克接壤的市镇（或旧市镇、城区）包括：埃尔沃维尔、许埃勒、库尔特莫、圣伊莱尔-莱桑德雷西、埃尔穆瓦地区拉塞尔。
尚特科克的时区为UTC+01:00、UTC+02:00（夏令时）。

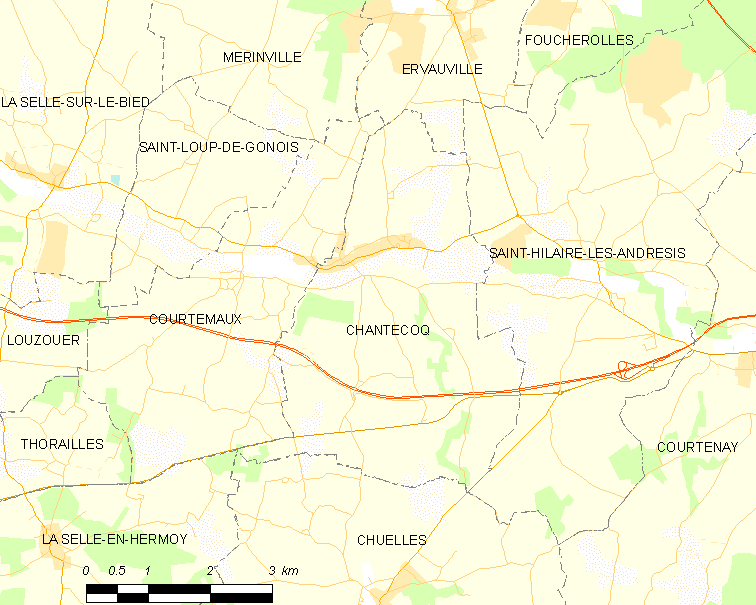
尚特科克的OSM定位图

## 行政
尚特科克的邮政编码为45320，INSEE市镇编码为45073。

## 政治
尚特科克所属的省级选区为库特奈县。

## 人口

1962-2008年间尚特科克人口变化图示

尚特科克于2022年1月1日时的人口数量为516人。